# Luciane Buchanan
Luciane Buchanan (* 18. Juli 1993 in Auckland) ist eine neuseeländische Schauspielerin.

## Leben und Karriere
Buchanan wurde am 18. Juli 1993 in Auckland geboren. Sie ist tongaisch-schottischer Abstammung. Sie nahm Schauspielunterricht am Auckland Performing Arts Centre (TAPAC), unter anderem bei Miranda Harcourt. Im Jahr 2017 schloss sie ihr Studium an der University of Auckland mit einem Bachelor of Arts in Drama und Psychologie ab. Ihr Debüt gab sie 2013 in der Fernsehserie The Blue Rose. Ihre erste Hauptrolle bekam Buchanan in der Serie The New Legends of Monkey. Anschließend spielte sie 2016 in der Serie Filthy Rich die Hauptrolle. 2021 hatte sie in der Serie Mr. Corman einen Gastauftritt.

## Filmografie (Auswahl)
Filme
- 2011: Billy (Fernsehfilm)
- 2017: A Woman’s Right to Shoes
- 2018: Stray
- 2018: My Friend Michael Jones
- 2019: Views
- 2023: The Tank
- 2024: Lea Tupu'anga/Mother Tongue (Kurzfilm, auch Drehbuch)

Serien
- 2013: The Blue Rose
- 2016: The Brokenwood Mysteries
- 2016–2017: Filthy Rich
- 2018–2020: The New Legends of Monkey
- 2021: Mr. Corman
- 2021: Sweet Tooth
- 2023–2025: The Night Agent
- 2025: Chief of War